# Sebastian Lugora
Sebastian Lugora (...) è un giocatore di football americano finlandese che gioca come runningback per gli Helsinki Wolverines.